# Ailefroide
El Ailefroide es una montaña del macizo des Écrins, en los Alpes del Delfinado. Se encuentra entre los departamentos de los Altos Alpes y del Isère.
La cima fue ascendida por vez primera el 7 de julio de 1870 por William Auguste Coolidge, Christian Almer y Ulrich Almer.
Se encuentra en el extremo oeste del cordal Pelvoux - Pic Sans Nom - Ailefroide. Estas tres montañas constituyen una de las mayores trilogías del macizo des Écrins.
Se distingue entre el Ailefroide Occidental, la cima culminante, el Ailefroide Central (3.927 m), la Punta Fourastier (3.907 m) y el Ailefroide Oriental (3.847 m).
Según la clasificación SOIUSA, el Ailefroide pertenece:
- Gran parte: Alpes occidentales
- Gran sector: Alpes del sudoeste
- Sección: Alpes del Delfinado
- Subsección: Macizo des Écrins
- Supergrupo: Cadena Pelvoux-Bans-Sirac
- Grupo: Cadena Ailefroide-Pelvoux
- Subgrupo: Grupo del Ailefroide
- Código: I/A-5.III-C.10.a